# Coniochaeta trivialis
Coniochaeta trivialis är en svampart som beskrevs av N. Lundq. 1981. Coniochaeta trivialis ingår i släktet Coniochaeta och familjen Coniochaetaceae.  Arten är reproducerande i Sverige. Inga underarter finns listade i Catalogue of Life.